# Richt (Schwarzach bei Nabburg)

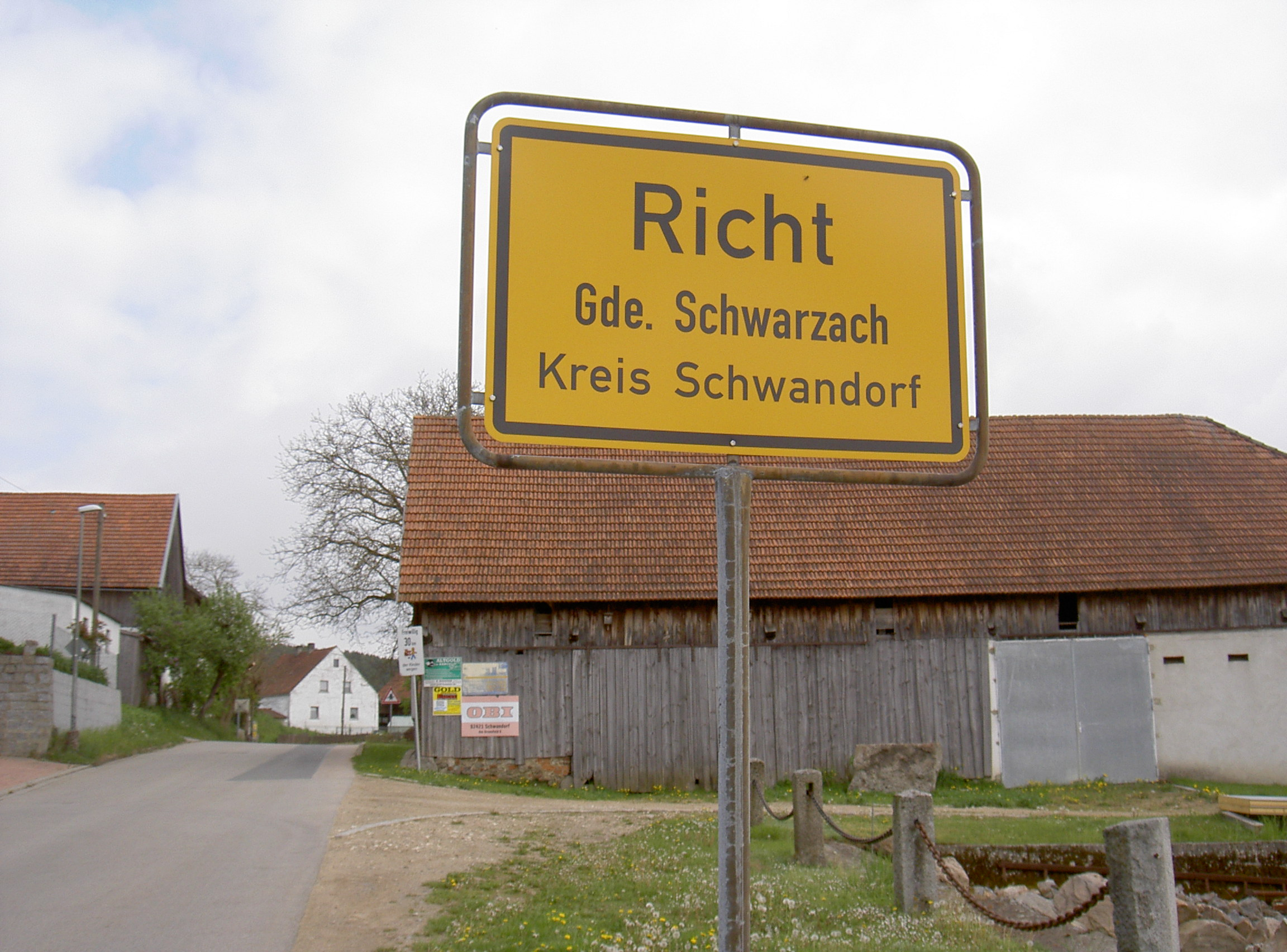
Richt im Jahr 2014

Richt ist ein Ortsteil der Gemeinde Schwarzach bei Nabburg im Oberpfälzer Landkreis Schwandorf (Bayern).

## Geographische Lage
Richt liegt ungefähr drei Kilometer südwestlich von Schwarzach und 500 Meter südlich der Staatsstraße 2159 am Westhang des Fürstenhügels.

## Geschichte

### Anfänge bis 18. Jahrhundert
Richt (auch: Riet, Riecht, Rieth) wird im Salbuch von 1473/75 erwähnt.
1500, 1523 und 1631 wurde Richt jeweils mit 4 Hausgesessenen aufgeführt.
1606 gab es in Richt zwei Höfe, zwei Güter, 5 Pferde, 3 Fohlen, 2 ochsen, 12 Kühe, 9 Rinder, 2 Schweine und 2 Stiere.
1792 hatte Richt vier hausgesessene Amtsuntertanen.
Gegen Ende des alten Reiches gehörte Richt zur Pfarrei Altfalter, St. Bartholomäus.

### 19. Jahrhundert bis zur Gegenwart
Entsprechend einer Verordnung von 1808 wurde das Landgericht Neunburg vorm Wald in 55 Steuerdistrikte unterteilt. Dabei bildete Altfalter mit dem Weiler Richt und den Einöden Furthmühle und Auhof einen Steuerdistrikt.
Als weiterer Schritt zur Bildung von politischen Gemeinden entstanden um 1811 Obmannschaften, darunter die Obmannschaft Wölsendorf, zu der Wölsendorf, Altfalter, Weiding, Warnbach, Dietstätt, Sindelsberg, Richt, Auhof und Sattelhof gehörten.
1820 wurden Ruralgemeinden gebildet. Dabei entstand die Ruralgemeinde Schwarzach, die aus der Ortschaft Schwarzach mit 22 Familien, Warnbach mit 10 Familien, Wölsendorf mit 19 Familien, Richt mit 7 Familien, Weiding mit 13 Familien, Dietstätt mit 9 Familien, Sindelsberg mit 3 Familien und Sattelhof mit einer Familie bestand.
1831 bis 1971 bildete Weiding zusammen mit den Ortschaften Dietstätt, Richt, Sattelhof, Sindelsberg und Weiding eine selbständige Gemeinde.
1831 hatte Richt 6 Wohngebäude, 10 Familien und 52 Einwohner.
Zum Stichtag 23. März 1913 (Osterfest) wurde Richt als Teil der Pfarrei Schwarzach, Filialkirche Altfalter mit 7 Häusern und 41 Einwohnern aufgeführt.
1964 gab es in Richt 7 Wohngebäude und 38 Einwohner.
1971 wurde die Gemeinde Weiding in die Gemeinde Altfalter eingegliedert. Damit kam Richt zur Gemeinde Altfalter.
1975 wurde die Gemeinde Altfalter in die Gemeinde Schwarzach bei Nabburg eingegliedert. Damit kam Richt zur Gemeinde Schwarzach bei Nabburg.
Am 31. Dezember 1990 hatte Richt 41 Einwohner und gehörte zur Pfarrei Schwarzach-Altfalter.